# Козаченко Оксана Сергіївна
Оксана Сергіївна Козаченко (рос. Оксана Сергеевна Козаченко; нар. 28 березня 1973) — російська футболістка, захисниця.

## Життєпис
На початку кар'єри виступала за клуби вищої та першої ліг Росії «Вологжанка», «Кубаночка» (Краснодар), «Текстильник-СІМ» (Раменське) та інші.
У 2002 році виступала за дебютанта вищої ліги «Енергетик-КМВ» (Кисловодськ), з 5-ма голами стала найкращою бомбардиркою команди. 2003 року перейшла в «Рязань-ТНК», де провела понад рік, однак на старті сезону 2004 року клуб знявся з чемпіонату. Після цього футболістка виступала за казахстанський клуб «Алма-КТЖ», який брав участь на той час окрім чемпіонату Казахстану в першій лізі Росії.
З середини 2000-х років працювала дитячим тренером з футболу у вологодській СДЮСШОР №3.